# Parc Nacional de Sjunkhatten
El Parc Nacional de Sjunkhatten (en noruec: Sjunkhatten nasjonalpark) és un parc nacional de Noruega, establert el 2010. El parc consta de 417,5 quilòmetres quadrats d'àrea protegida de forma contínua, incloent 39.8 quilòmetres quadrats de zona marítima. Està situat al comtat de Nordland, i cobreix parts dels municipis de Bodø, Fauske i Sørfold. El parc inclou glaceres, coves, fiords, el gran llac Heggmovatnet, espècies animals rares i un gran patrimoni cultural.